# Dorceus quadrispilotus
Dorceus quadrispilotus är en spindelart som beskrevs av Simon 1908. Dorceus quadrispilotus ingår i släktet Dorceus och familjen sammetsspindlar.
Artens utbredningsområde är Egypten. Inga underarter finns listade i Catalogue of Life.